# Hands of Time
Hands of Time — третий студийный альбом хард-рок-группы Kingdom Come, выпущенный в 1991 году.

## Об альбоме
В 1989 году Kingdom Come выпустили свой второй альбом In Your Face, который (первоначально) достиг высоких продаж, которые могли соперничать с их дебютом в категории платиновых продаж, когда группа внезапно распалась по личным причинам в августе 1989 года.
Без остальной части группы вокалист и основной автор песен Ленни Вольф решил сохранить название группы и записать третий альбом, последний международный релиз группы для PolyGram. В соавторстве с Кэрол Татум (из группы Angels of Venice), Вольф записал альбом с несколькими сессионными гитаристами и барабанщиками, в том числе будущим гитаристом Poison Блюз Сарацено (Blues Saraceno) и бывшим барабанщиком Dancer Бам Баммом Шибли (Bam Bamm Shibley). Помимо вокала и соавторства всех песен, Вольф также играл на бас-гитаре и продюсировал альбом.

## Список композиций
Вся музыка Ленни Вольфа, все тексты Вольфа и Кэрол Татум, за исключением отмеченных мест
| №  | Название            | Автор       | Длительность |
| -- | ------------------- | ----------- | ------------ |
| 1. | «I've Been Trying»  | Ленни Вольф | 4:50         |
| 2. | «Should I»          |             | 5:35         |
| 3. | «You'll Never Know» |             | 3:26         |
| 4. | «Both Of Us»        |             | 3:09         |
| 5. | «Stay»              |             | 3:07         |

| №   | Название                       | Автор               | Длительность |
| --- | ------------------------------ | ------------------- | ------------ |
| 6.  | «Blood On The Land»            |                     | 4:09         |
| 7.  | «Shot Down»                    |                     | 3:06         |
| 8.  | «You're Not The Only … I Know» |                     | 4:18         |
| 9.  | «Do I Belong»                  |                     | 3:31         |
| 10. | «Can't Deny»                   | Вольф, Марти Вольфф | 3:28         |
| 11. | «Hands Of Time»                |                     | 3:25         |

| №   | Название                | Длительность |
| --- | ----------------------- | ------------ |
| 12. | «Don't Need To Justify» | 4:09         |

## Участники записи
Kingdom Come
- Ленни Вольф (Lenny Wolf) — вокал, гитара, бас-гитара, гитарные соло на треках 1 и 5, продюсер, сведение

Приглашённые музыканты
- Блюз Сарацено (Blues Saraceno) — гитарные соло на треках 3, 9 и 10
- Марко Мойр (Marco Moir) — гитарное соло на треке 2
- Берт Меулендейк (Bert Meulendijk) — гитарное соло на треке 8
- Коен ван Баал (Koen van Baal) — клавишные
- Джимми Брэлауэр (Jimmy Bralower), Стив Берк (Steve Burke) — ударные
- Джулия Фордхэм (Julia Fordham) — композитор

Производственный персонал
- Гэри Лайонс (Gary Lyons) — инженер, сведение на треках 2, 4, 7, 10 и 11 в студии Wisseloord
- Альберт Бехольт (Albert Boekholt) — помощник инженера
- Дэйв Бьянко (Dave Bianco) — сведение треков 1, 3, 5, 6, 8, 9 на The Hit Factory
- Джо Пиррера (Joe Pirrera) — ассистент сведения

## Чарты
| Год  | Чарт                 | Позиция |
| ---- | -------------------- | ------- |
| 1991 | Swiss Albums Top 100 | 31      |
| 1991 | Swedish Albums Chart | 50      |